# Harvapur, Manvi
Harvapur là một làng thuộc tehsil Manvi, huyện Raichur, bang Karnataka, Ấn Độ.